# Kovačevac (żupania pożedzko-slawońska)
Kovačevac – wieś w Chorwacji, w żupanii pożedzko-slawońskiej, w mieście Lipik. W 2011 roku liczyła 29 mieszkańców.